# Polona Batagelj
Polona Batagelj (Šempeter pri Gorici, 7 juni 1989) is een Sloveens voormalig wielrenner en mountainbiker.

## Biografie
Batagelj reed in 2010, 2011 en 2013 voor de Spaans-Baskische wielerploeg Bizkaia-Durango, in 2012 voor de Italiaanse ploeg Diadora-Pasta Zara en van 2014 tot en met 2018 reed ze voor de Sloveense ploeg BTC City Ljubljana. Ze werd elf keer Sloveens kampioene: negen keer op de weg en twee keer in de tijdrit. Na 2018 besloot ze haar fiets aan de wilgen te hangen.
Batagelj kwam uit voor Slovenië bij de wegwedstrijd tijdens de Olympische Zomerspelen 2012 in Londen. Hier finishte ze als 22e.

## Erelijst
2009

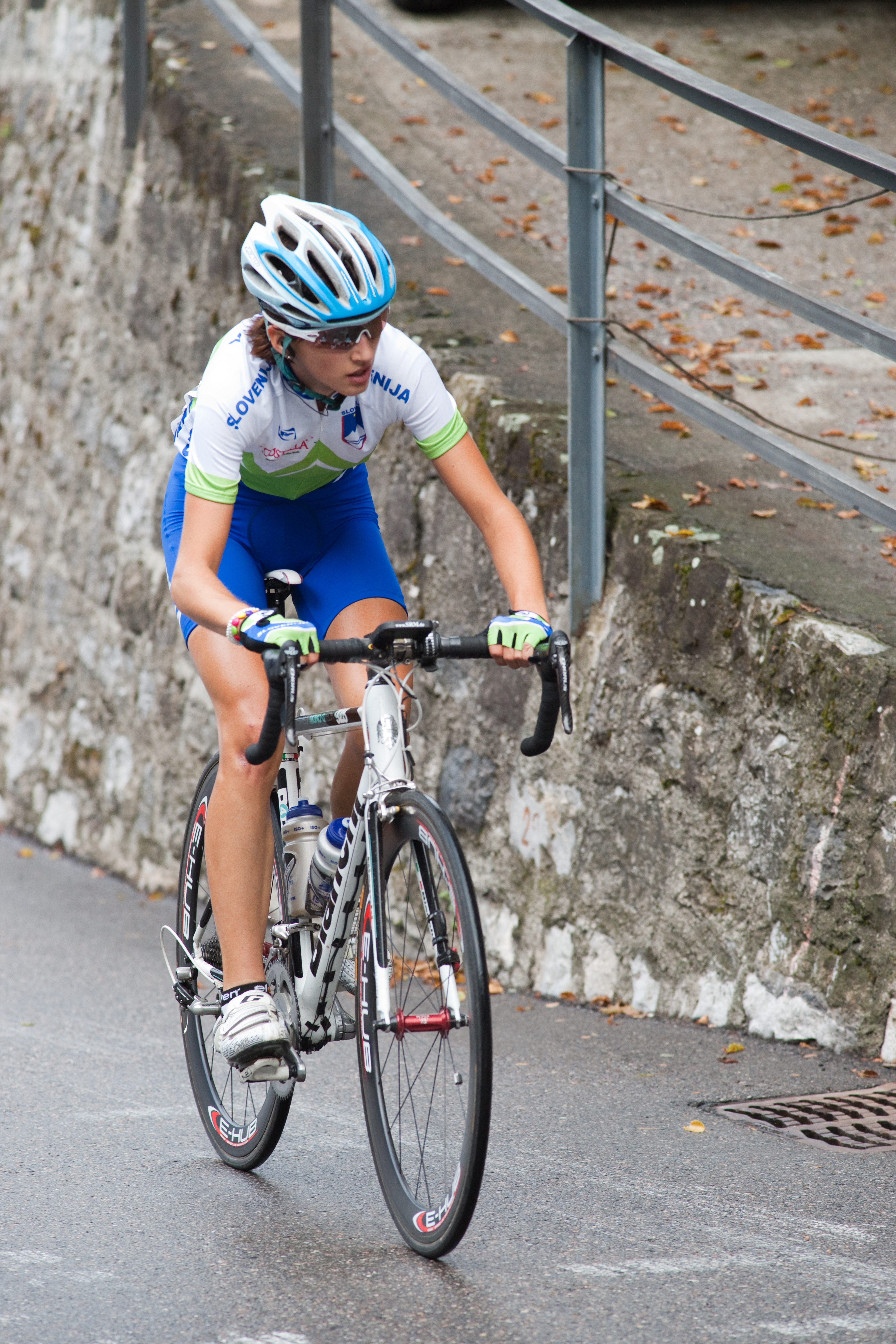
Batagelj tijdens het WK 2009.

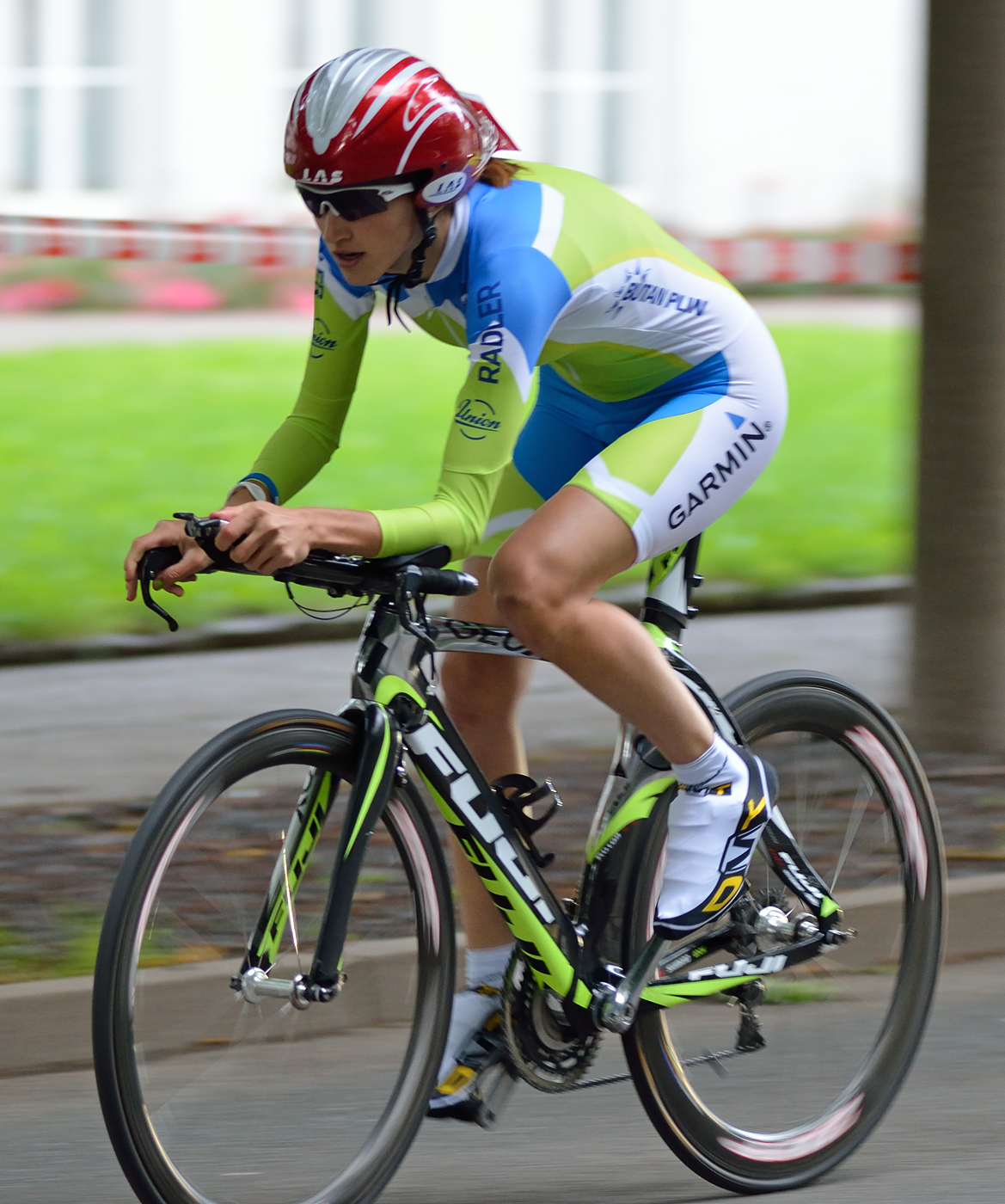
Tijdens Thüringen Rundfahrt 2012.

- Sloveens kampioenschap tijdrijden, Elite
- Sloveens kampioenschap op de weg, Elite

2010
- Sloveens kampioen op de weg, Elite
- Sloveens kampioenschap tijdrijden, Elite

2011
- Sloveens kampioen op de weg, Elite
- Sloveens kampioenschap tijdrijden, Elite

2012
- Sloveens kampioen op de weg, Elite

2013
- Sloveens kampioen op de weg, Elite
- Sloveens kampioenschap tijdrijden, Elite

2014
- Sloveens kampioen op de weg, Elite
- Sloveens kampioen tijdrijden, Elite

2015
- Sloveens kampioen op de weg, Elite
- Sloveens kampioen tijdrijden, Elite
- Auensteiner Radsporttage

2016
- Sloveens kampioen op de weg, Elite

2017
- Sloveens kampioen op de weg, Elite
- Sloveens kampioenschap tijdrijden, Elite

2018
- Sloveens kampioen op de weg, Elite
- Sloveens kampioenschap tijdrijden, Elite

### Klassiekers en WK
| Jaar | Gent-Wevelgem | Ronde van Vlaanderen | Amstel Gold Race | Luik-Bast.‑Luik | Trofeo Alfredo Binda | Waalse Pijl |  | WK op de weg |
| ---- | ------------- | -------------------- | ---------------- | --------------- | -------------------- | ----------- |  | ------------ |
| 2008 |               |                      |                  |                 |                      |             |  | opgave       |
| 2009 |               |                      |                  |                 |                      |             |  | opgave       |
| 2010 |               |                      |                  |                 |                      |             |  | 44e          |
| 2011 |               |                      |                  |                 | 17e                  |             |  | 41e          |
| 2012 |               | 67e                  |                  |                 |                      | 56e         |  | opgave       |
| 2013 |               |                      |                  |                 | opgave               |             |  | opgave       |
| 2014 |               | 77e                  |                  |                 | 36e                  |             |  | 45e          |
| 2015 |               | 50e                  |                  |                 | opgave               | 41e         |  | 57e          |
| 2016 | opgave        | 56e                  |                  |                 | 34e                  | 72e         |  | 33e          |
| 2017 | 28e           | 50e                  | 33e              | 31e             | 37e                  | 15e         |  | 27e          |
| 2018 |               |                      |                  | 40e             | 23e                  |             |  | 30e          |